# Eisenwerk (Gemeinde St. Martin)
Eisenwerk ist eine Rotte in der Marktgemeinde St. Martin im Bezirk Gmünd in Niederösterreich.

## Geografie
Im Weiler südwestlich von Harmanschlag (in der zugehörigen Katastralgemeinde liegend) bestand früher ein bedeutendes Eisenwerk, das um 1800 von Augustin Seidl am Ufer der hier vorbeifließenden Lainsitz errichtet wurde. Bald entstanden in der dem Fluss gegenüberliegenden Ortslage Fischbach auch ein paar Arbeiterhäuser.

## Geschichte
Das im Jahr 1798 vom aus Chlum u Třeboně zugewanderten Augustin Ignaz Seidl errichtete Werk war Eisen-, Berg-, Schmelz-, Guss- und Hammerwerk zugleich, im eigenen Bergwerk wurde Erz gebrochen und bis zum Endprodukt verarbeitet. Neben dem eigenen, minderwertigen Erz wurden bald auch Erze aus Südböhmen geschmolzen, womit das Werk 1809 in den Besitz eines Budweiser Unternehmers gelangte. 1844 wurde der Hochofen stillgelegt und verstärkt Roheisen in der Gießerei verarbeitet oder geschmiedet, sodass das Werk in der Mitte des 19. Jahrhunderts zu einem bedeutenden Betrieb aufstieg, bis es 1882 stillgelegt wurde. Im Franziszeischen Kataster von 1823 ist an der Stelle jedoch kein Eisenwerk verzeichnet. Überliefert sind zwei Werkskanäle mit Wasserrädern, ein Schwellteich, der bis zum Dampfsägewerk Joachimstal reichte, eine Köhlerei, der Hochofen und diverse Fabriksgebäude und Arbeiterwohnungen. Sichtbar ist heute nurmehr die Ruine des Hammerherrenhauses; die zahlreichen anderen Bauwerke sind, sofern erhalten, stark überwuchert.